# Marcinho
Márcio Miranda Freitas Rocha da Silva, plus connu sous le nom de Marcinho, est un footballeur brésilien né le 20 mars 1981 à Campinas (Brésil). 

## Carrière
Excellent technicien et doté d'une très bonne frappe de balle, il joue milieu offensif droit. Il est recalé de la visite médicale pour jouer l'AS Saint-Etienne à cause d'un problème à la cuisse qui n'était pas encore soigné, et retourne donc au Brésil (http://www.mercato365.com/la-une/article_173663_Saint-Etienne-Non-%E0-Marcinho.shtml)

## Sélections
- Il compte une sélection avec l’équipe du Brésil (sélection obtenue en 2005).

## Palmarès
- Champion de l'État de São Paulo en 2001 avec le SC Corinthians et en 2004 avec l'AD Sao Caetano
- Vainqueur de la Coupe du Brésil en 2002 avec le SC Corinthians
- Vainqueur du Tournoi Rio-São Paulo en 2002 avec le SC Corinthians